# Gaius Iunius Avitus
Gaius Iunius Avitus war ein im 1. und 2. Jahrhundert n. Chr. lebender Angehöriger des römischen Ritterstandes (Eques).
Durch ein Militärdiplom, das auf den 18. Februar 129 datiert ist, ist belegt, dass Avitus 129 Kommandeur der Ala Gallorum Flaviana war, die zu diesem Zeitpunkt in der Provinz Moesia superior stationiert war.